# احمد کلاسی
احمد کلاسی (عربی: أحمد كلاسي؛ زادهٔ ۱۸ ژوئیهٔ ۱۹۹۰) یک بازیکن فوتبال اهل سوریه است.
از باشگاه‌هایی که در آن بازی کرده‌است می‌توان به باشگاه فوتبال سارایوو، باشگاه فوتبال الاتحاد سوریه، باشگاه فوتبال الشرطه دمشق، تیم ملی فوتبال سوریه، و تیم ملی فوتبال زیر ۲۳ سال سوریه اشاره کرد.
وی همچنین در تیم‌های ملی فوتبال زیر ۱۷ سال سوریه زیر ۲۰ سال سوریه زیر ۲۳ سال سوریه سوریه بازی کرده است.